# زدينو شتربا
زدينو شتربا (بالسلوفاكية: Zdeno Štrba) (مواليد 9 يونيو 1976 في كراسنو ناد كيسوكو) لاعب كرة قدم سلوفاكي يلعب حاليا لصالح نادي سكودا زانثي اليوناني .

## روابط خارجية
- زدينو شتربا على موقع الاتحاد الدولي (مؤرشف)  (الإنجليزية)
- زدينو شتربا على موقع الاتحاد الأوربي (الإنجليزية)
- زدينو شتربا على موقع قاعدة بيانات كرة القدم.إي يو (الإنجليزية)
- زدينو شتربا على موقع ناشيونال فوتبول تيمز (الإنجليزية)
- زدينو شتربا على موقع Soccerway.com (الإنجليزية)